# 小林隆 (陸軍軍人)
小林 隆（こばやし たかし、1893年（明治26年）3月4日 - 1945年（昭和20年）8月8日）は、大日本帝国陸軍軍人。最終階級は陸軍中将。

## 経歴
1893年（明治26年）に三重県で生まれた。陸軍士官学校第26期、陸軍大学校第36期卒業。1937年（昭和12年）8月2日に陸軍歩兵大佐に進級し、関東軍高級副官に着任。1939年（昭和14年）3月に近衛歩兵第3連隊長に転じ、1940年（昭和15年）5月に近衛歩兵第2旅団長に就任した。
同年8月1日に陸軍少将に進級し、12月14日に近衛歩兵団長（南方軍・第25軍・近衛師団）に着任。南部仏印に進駐した。太平洋戦争が開戦するとマレー作戦、シンガポール攻略に参加。1942年（昭和17年）12月に第6国境守備隊長（関東軍・第4軍）に転じ、1944年（昭和19年）10月16日にマニラ防衛司令官（第14方面軍）に着任し、1945年（昭和20年）3月1日に陸軍中将に進級。フィリピン防衛にあたるが、台湾沖航空戦の誤報や、アメリカ軍の圧倒的な攻撃により戦線は崩壊し、バギオ周辺でゲリラ戦に移り、8月8日に戦死。

## 栄典
勲章
- 1942年（昭和17年）9月8日  - 勲二等瑞宝章[3]